# Granados (Baja Verapaz)
Granados ist eine Kleinstadt im Süden des Departamentos Baja Verapaz in Guatemala. Granados ist Verwaltungssitz der gleichnamigen Großgemeinde (Municipio), die sich auf 248 km² erstreckt und etwa 13.000 Einwohner hat. Das nach dem ehemaligen Präsidenten Miguel García Granados Zavala benannte Municipio untergliedert sich in 13 Landgemeinden mit insgesamt 41 kleinen Orten oder Siedlungen.

## Lage
Granados liegt 78 km nördlich von Guatemala-Stadt und 64 km südwestlich von Salamá am Fuß der Sierra de Chuacús auf 954 m Höhe. Man erreicht Granados über die Nationalstraße 5, der alten Fernstraße von Guatemala-Stadt nach Salamá, Cobán und El Petén. Die Straße ist sehr kurvenreich und nur teilweise asphaltiert. Das Municipio liegt in einem bergigen Gebiet, das nach Süden hin zum Tal des Río Motagua abfällt, der auch die Grenze zwischen den Departamentos Baja Verapaz und Guatemala bildet. Im Westen schließen sich die Departamentos Chimaltenango und Quiché an, im Norden grenzt Granados an die Municipios Cubulco und Rabinal, im Osten an El Chol.

## Wirtschaft
Granados lebt vorwiegend von der Landwirtschaft und vom Abbau von Mineralien. Der Ort liegt in einem sehr abgelegenen und wenig erschlossenen Gebiet, weswegen sich Handel und Tourismus nur sehr langsam entwickeln. Granados ist an die Strom- und Wasserversorgung angeschlossen, verfügt über Primar- und Sekundarschulen und eine kleine Krankenstation.
Vom 10. bis zum 15. Januar finden zu Ehren des Schutzpatrons Cristo Negro de Granados größere Feiern statt, die auch Touristen anziehen.

## Geschichte
Die Gegend von Granados wurde von Spaniern besiedelt, die entlang des Río Motagua von Osten her zuwanderten. Aus diesem Grund hat die Gemeinde fast keine indigenen Einwohner. Der Verwaltungssitz des Municipios befand sich bis 1893 in Saltán, das heute eine Landgemeinde (Aldea) des Municipios Granados ist. Der Ort Granados hieß bis 1893 Finca El Rodeo und wurde dann nach dem Präsidenten Granados benannt, der die Finca seinerzeit besucht hatte. 1935 kam das benachbarte Santa Cruz El Chol im Zuge einer Verwaltungsreform für ein Jahr zum Municipio Granados.